# Peter Jacques (Dartspieler)
Peter Jacques (* 29. März 1973 in Huddersfield) ist ein englischer Dartspieler.

## Karriere
Peter Jacques, der hauptberuflich als Postbote tätig ist, war von 2008 bis 2015 bei der British Darts Organisation aktiv. 2016 nahm er zum ersten Mal auf der Challenge Tour der Professional Darts Corporation (PDC) teil. Ein Jahr später spielte er erstmals die PDC Qualifying School, wo er nach den ersten drei Tagen gute Chancen auf eine Tourkarte hatte. Jedoch konnte er am vierten Tag wegen eines Ligaspiels seiner Mannschaft nicht weiter teilnehmen und somit keine Tourkarte gewinnen.
Am 25. Februar 2017 rückte er bei den Players Championships nach, dort konnte er bereits beim ersten Event das Finale erreichen. Dort unterlag er Alan Norris mit 1:6. Im April folgte ein weiteres Achtelfinale. Zudem gab Jacques sein Debüt auf der European Darts Tour und konnte zwei Events auf der Challenge Tour gewinnen. Im Sommer war er bei zwei weiteren Events der European Tour am Start und konnte jeweils einen Sieg einfahren. Bei den International Darts Open 2017 erreichte Jacques das nach Siegen über die Niederländer Vincent van der Voort und Benito van de Pas das Achtelfinale. Aufgrund seiner guten Ergebnisse qualifizierte er sich für die Players Championship Finals 2017, wo er das Achtelfinale erreichte. Außerdem hatte Jacques sich über die PDC Pro Tour Order of Merit für die PDC World Darts Championship 2018 qualifiziert. Bei seinem Weltmeisterschaftsdebüt unterlag er zum Auftakt gegen den Australier Kyle Anderson. In den folgenden Jahren konnte Jacques wenige Erfolge verzeichnen, ehe er bei der PDC Qualifying School 2020 sich erneut eine Tourkarte sichern konnte.
Bei den UK Open, für die Jacques damit qualifiziert war, gewann er in Runde eins gegen Ciarán Teehan, bevor er mit 3:6 Yordi Meeuwisse unterlag. Für eine weitere Qualifikation für ein größeres Turnier reichte es 2020 jedoch nicht.
Die UK Open 2021 begannen für Jacques mit einem Sieg über Michael Rasztovits, bevor er in der dritten Runde erneut gegen Ciarán Teehan gewann. Auch in der vierten Runde gewann Jacques, diesmal im Last-Leg-Decider gegen Andy Boulton. Einen weiteren Decider gab es gegen Max Hopp, den Jacques ebenfalls für sich entscheiden konnte und damit ins Achtelfinale einzog. In diesem hatte er mit 4:10 gegen Devon Petersen das Nachsehen.
Tatsächlich blieb diese Leistung erneut die einzige, welche er auf der Bühne erbringen durfte. Auf der PDC Pro Tour konnte Jacques erneut keine größeren Leistungen vollbringen, sodass er am Ende des Jahres die Tour Card wieder abgeben musste.
Bei der PDC Qualifying School 2022 startete Jacques in der Final Stage, verfehlte jedoch das Ziel einer PDC Tour Card. Somit startete Jacques auf der Challgne Tour, die er auf Platz 47 in der Order of Merit abschloss.
Bei der Q-School 2023 nahm Jacques ebenfalls teil. Er erspielte sich dabei direkt am ersten Tag die Teilnahme an der Final Stage, wo er allerdings punktlos blieb.
Mitte September 2023 spielte sich Jacques ins Finale der British Open. In diesem unterlag er jedoch Luke Littler mit 2:5.
Bei der Q-School 2024 ging Jacques erneut an den Start. Mit sieben Siegen qualifizierte er sich dieses Mal über die Rangliste für die Final Stage. Seine zwei Siege hier reichten jedoch nicht für eine Tour Card aus.
Beim Isle of Man Classic Anfang März 2025 stand Jacques im Halbfinale. Er verlor jedoch mit 1:4 gegen Jim McEwan.

### PDC
- Secondary Tour Events
  - PDC Challenge Tour
    - PDC Challenge Tour 2017: 11, 17

## Weltmeisterschaftsresultate

### PDC
- 2018: 1. Runde (1:3-Niederlage gegen  Kyle Anderson)